# حمام محلة حاجي
حمام محلة حاجي (بالفارسية: حمام محله حاجی) هو حمام تاريخي يعود إلى القاجاريون، ويقع في همدان.